# Сєверна селищна рада (Сніжне)
Сєверна се́лищна ра́да — орган місцевого самоврядування у складі Сніжнянської міської ради Донецької області. Адміністративний центр — селище міського типу Сєверне.

## Загальні відомості
- Населення ради: 12149 осіб (станом на 2001 рік)

## Населені пункти
Селищній раді підпорядковані населені пункти:
- смт Сєверне
- с-ще Молчалине
- с-ще Сухівське

## Склад ради
Рада складається з 30 депутатів та голови.
- Голова ради: Сусленко Раїса Іванівна

### Керівний склад попередніх скликань
| ПІБ                       | Основні відомості                                                        | Дата обрання | Дата звільнення |
| ------------------------- | ------------------------------------------------------------------------ | ------------ | --------------- |
| Сусленко Раїса Іванівна   | Селищний голова, 1940 року народження, член Партії регіонів              | 26.03.2006   | 31.10.2010      |
| Рожко Любов Володимирівна | Селищний голова, 1957 року народження, освіта вища, член Партії регіонів | 31.10.2010   | 02.06.2013      |
| Сусленко Раїса Іванівна   | Селищний голова, 1940 року народження, освіта вища, член Партії регіонів | 02.06.2013   |                 |

Примітка: таблиця складена за даними джерела

### Депутати
За результатами місцевих виборів 2010 року депутатами ради стали:

#### За суб'єктами висування
| Суб'єкт висування                 | Кількість обраних депутатів | %    |
| --------------------------------- | --------------------------- | ---- |
| Партія регіонів                   | 23                          | 76,7 |
| Самовисування                     | 5                           | 16,7 |
| Комуністична партія України       | 1                           | 3,3  |
| Політична партія «Сильна Україна» | 1                           | 3,3  |

#### За округами
| № округу                          | Прізвище, ім'я, по батькові       | Дата визнання обраним | Освіта         | Партійна приналежність                  | Відомості про обраного депутата                               |
| --------------------------------- | --------------------------------- | --------------------- | -------------- | --------------------------------------- | ------------------------------------------------------------- |
| Комуністична партія України       |                                   |                       |                |                                         |                                                               |
| 2                                 | Олексюк Людмила Вікторівна        | 03.11.2010            | Освіта середня | член Комуністичної партії України       | підприємець                                                   |
| Партія регіонів                   |                                   |                       |                |                                         |                                                               |
| 1                                 | Галаган Інна Миколаївна           | 03.11.2010            | Освіта вища    | член Партії регіонів                    | дошкільний навчальний заклад № 7 «Сонечко», завідувачка       |
| 3                                 | Коваль Сергій Вікторович          | 03.11.2010            | Освіта вища    | член Партії регіонів                    | ДП шахта «Північна», головний інженер                         |
| 4                                 | Аксьонова Валентина Василівна     | 03.11.2010            | Освіта середня | позапартійна                            | ДП шахта «Північна», бухгалтер                                |
| 5                                 | Логінов Олександр Миколайович     | 03.11.2010            | Освіта середня | член Партії регіонів                    | СМЗ, слюсар                                                   |
| 7                                 | Дятленко Лідія Борисівна          | 03.11.2010            | Освіта вища    | член Партії регіонів                    | загальноосвітня школа І-ІІ ст., директор                      |
| 8                                 | Хайруліна Ірина Вікторівна        | 03.11.2010            | Освіта вища    | член Партії регіонів                    | Сєверна селищна рада, інспектор військово-облікового столу    |
| 9                                 | Шутова Вікторія Михайлівна        | 03.11.2010            | Освіта вища    | член Партії регіонів                    | Сєверна селищна рада, секретар ради                           |
| 10                                | Марштупа Олег Олександрович       | 03.11.2010            | Освіта вища    | член Партії регіонів                    | ДП «Торезантрацит», генеральний директор                      |
| 11                                | Лазан Юрій Леонідович             | 03.11.2010            | Освіта вища    | член Партії регіонів                    | ДП "Сніжнеантрацит, головний енергетик                        |
| 13                                | Курбанов Володимир Курбаналійович | 03.11.2010            | Освіта середня | позапартійний                           | підприємець                                                   |
| 14                                | Висоцьвий Іван Іванович           | 03.11.2010            | Освіта середня | член Партії регіонів                    | пенсіонер                                                     |
| 15                                | Атровська Христина Володимирівна  | 03.11.2010            | Освіта вища    | позапартійна                            | ТОВ «Вітрен», юрист                                           |
| 16                                | Десятниченко Наталія Георгіївна   | 03.11.2010            | Освіта середня | член Партії регіонів                    | Сєверна селищна рада, спеціаліст І категорії                  |
| 18                                | Лемба Олена Вікторівна            | 03.06.2013            | Освіта вища    | член Партії регіонів                    | домогосподарка                                                |
| 19                                | Кабанцова Валентина Вікторівна    | 03.11.2010            | Освіта вища    | член Партії регіонів                    | підприємець                                                   |
| 20                                | Махова Ірина Анатоліївна          | 03.11.2010            | Освіта вища    | член Партії регіонів                    | Північна загальноосвітня школа I-III ст. № 1, вчитель         |
| 23                                | Івашина Любов Афанасіївна         | 03.11.2010            | Освіта вища    | позапартійна                            | амбулаторія смт Сєверне, лікар                                |
| 24                                | Васянкіна Тетяна Анатоліївна      | 03.11.2010            | Освіта вища    | член Партії регіонів                    | ДП «Сніжнеантрацит» шахта Зоря, начальник відділу             |
| 25                                | Піддубна Ніна Василівна           | 03.11.2010            | Освіта вища    | член Партії регіонів                    | загальноосвітня школа І-ІІ ст., вчитель                       |
| 26                                | Пахоля Анжела Анатоліївна         | 03.11.2010            | Освіта середня | член Партії регіонів                    | Сєверна селищна рада, спеціаліст І категорії — землевпорядник |
| 27                                | Наквасіна Галина Федорівна        | 03.11.2010            | Освіта вища    | член Партії регіонів                    | Північна загальноосвітня школа I-III ст. № 1, директор        |
| 28                                | Шугаєв Валерій Андрійович         | 03.11.2010            | Освіта середня | позапартійний                           | тимчасово не працює                                           |
| 29                                | Гірник Михайло Борисович          | 03.11.2010            | Освіта вища    | член Партії регіонів                    | ДП «Сніжнеантрацит» шахта Зоря, заступник начальника ВТБ      |
| Політична партія «Сильна Україна» |                                   |                       |                |                                         |                                                               |
| 30                                | Попович Світлана Василівна        | 03.11.2010            | Освіта середня | член Політичної партії «Сильна Україна» | підприємець                                                   |
| Самовисування                     |                                   |                       |                |                                         |                                                               |
| 6                                 | Кузнецова Наталя Григорівна       | 03.11.2010            | Освіта вища    | позапартійна                            | ДП шахта «Північна», начальник відділу кадрів                 |
| 12                                | Фоміна Олена Володимирівна        | 03.11.2010            | Освіта середня | позапартійна                            | амбулаторія смт Сєверне, медсестра                            |
| 17                                | Гуков Олег Олексійович            | 03.11.2010            | Освіта вища    | позапартійний                           | ДП «Сніжнеантрацит» шахта Зоря, електро-слюсар                |
| 21                                | Литвин Андрій Степанович          | 03.11.2010            | Освіта вища    | позапартійний                           | ДП «Сніжнеантрацит» шахта Зоря, начальник АТС                 |
| 22                                | Золотарьов Володимир Павлович     | 03.11.2010            | Освіта вища    | позапартійний                           | ДП «Сніжнеантрацит» шахта Зоря, голова ПК                     |